# Charles Frederick Hartt
Charles Frederick Hartt (Fredericton, 23 de agosto de 1840 - Rio de Janeiro, 18 de março de 1878) foi um geólogo canadense-americano.

## Biografia
Acompanhou Louis Agassiz, de quem foi aluno, em sua viagem ao Brasil. Durante esta expedição, explorou o litoral brasileiro, entre a Bahia e o Rio de Janeiro, reunindo grande coleção zoológica e tornando-se autoridade em história natural da América do Sul. A partir de 1876 exerceu o cargo de chefe da Seção de Geologia do Museu Nacional do Rio de Janeiro, ao qual doou sua importantíssima coleção geológica.
Durante os anos de 1875 e 1877, Hartt foi coordenador da Comissão Geológica do Império do Brasil, que foi constituída por Imperador D. Pedro II no final de 1874, e tinha como  enfoque preliminar o estudo da Geologia, da Paleontologia e das minas brasileiras, além de construir um mapa geológico do Brasil. Hartt teve como assistentes Richard Rathburn; John Casper Branner; Orville Derby e dois engenheiros brasileiros, Francisco José de Freitas e Elias Fausto Pacheco Jordão, este último o primeiro brasileiro a estudar Engenharia Civil na Universidade de Cornell, onde se doutorou em 1874, no mesmo ano do doutoramento de Derby  . 

## Publicações
- Thayer Expedition (1870)
- Geology and physical geography of Brazil - Geologia e Geografia Física do Brasil (1870)
- Amazonian Tortoise Myths (1875)
- Notes on the Manufacture of Pottery Among Savage Races (1873)